# The Width of a Circle
The Width of a Circle – piosenka napisana przez Davida Bowiego w roku 1970, która znalazła się na jego albumie The Man Who Sold the World. Pod koniec tego samego roku płytę wydano na rynku amerykańskim, a w kwietniu następnego roku pozycja znalazła się na półkach sklepów w Wielkiej Brytanii.

## Charakterystyka utworu
Ten otwierający płytę epicki utwór muzyczny, podzielony jest na dwie części. Piosenka zaczyna się melodią Hare Krishny, zagraną na gitarze elektrycznej, równocześnie z delikatną grą na gitarze akustycznej w tle. Muzyk wykonywał krótszą wersję piosenki na koncertach, kilka miesięcy przed jej nagraniem.

## Wersje koncertowe
- Blisko 11. minutową wersję (10:43) nagraną 20 października 1972 roku w obiekcie Santa Monica Civic Auditorium – wydane na płycie Santa Monica '72 (1994)[5].
- 14. minutową wersję zarejestrowano 3 lipca 1973 r. w londyńskim Hammersmith Odeon – Ziggy Stardust – The Motion Picture (1983; wersja skrócona); 30th Anniversary 2CD Special Edition (2003; wersja pełna)[6].
- Utwór nagrany podczas występu Bowiego podczas północnoamerykańskiej trasy w roku 1974 – David Live (1974)[7].
- Występ zagrany wspólnie z Tony Visconti Trio (alias The Hype) 5 lutego 1970. roku podczas The Sunday Show u Johna Peela – Bowie at the Beeb (2000)[8].